# Carl Petersen (politiker)
 Der er flere personer med dette navn, se Carl Petersen.
Carl Petersen f. Karl Pedersen (1. maj 1894 i Gundsølille – 21. maj 1984) var en dansk politiker fra Socialdemokratiet og minister.
Carl Petersen blev født i Gundsølille som søn af husmand Jens Mikael Pedersen og hustru Karen Kristjansdatter.
Han var minister for offentlige arbejder i Regeringen Hans Hedtoft I til 16. september 1950 og i Regeringen Hans Hedtoft II.